# Иджилское сельское муниципальное образование
Иджилское сельское муниципальное образование — сельское поселение в Октябрьском районе Калмыкии. Административный центр - посёлоки Иджил.

## География
Поселение расположено в пределах Сарпинской низменности. Общая площадь Иджилского СМО составляет 53 093 га. СМО граничит:
- на юге - с Хошеутовским СМО,
- на западе - Цаган-Нурским СМО,
- на севере - с Мирненским и Джангарским СМО Октябрьского района
- на востоке - с Барунским СМО Юстинского района.

## Население
| 2002 | 2010 | 2011 | 2012 | 2013 | 2014 | 2015 |
| ---- | ---- | ---- | ---- | ---- | ---- | ---- |
| 859  | ↘744 | ↗745 | ↘709 | ↘667 | ↘626 | ↘605 |
| 2016 | 2017 | 2018 | 2019 | 2020 | 2021 |      |
| ↘597 | ↘574 | ↘547 | ↘524 | ↘516 | ↗540 |      |

### Национальный состав
По данным Всероссийской переписи населения 2010 года:
| Национальность | Численность (чел.) | Процентное соотношение |
| -------------- | ------------------ | ---------------------- |
| Калмыки        | 620                | 83,45%                 |
| Даргинцы       | 45                 | 6,06%                  |
| Русские        | 44                 | 5,92%                  |
| Другие         | 33                 | 4,44%                  |
| Не указана     | 1                  |                        |
| Всего          | 743                | 100,00%                |

## Состав сельского поселения
| № | Населённый пункт | Тип населённого пункта          | Население |
| - | ---------------- | ------------------------------- | --------- |
| 1 | Иджил            | посёлок, административный центр | ↘701      |
| 2 | Северный         | посёлок                         | ↘45       |